# Алроса-Авиа
ЗАО Авиакомпания «АЛРОСА-АВИА» — бывшая российская чартерная авиакомпания со штаб-квартирой в городе Жуковский Московской области. Авиакомпания была основана в 1993 году как дочернее предприятие АК «АЛРОСА» и выполняла чартерные пассажирские авиаперевозки по внутренним и международным маршрутам из московского аэропорта Внуково.
Сертификат эксплуатанта № 380 аннулирован 21 ноября 2008 года.

## Флот
Парк АЛРОСА-Авиа состоял из следующих судов (на декабрь 2009 года) :